# Theresa Hak Kyung Cha
Theresa Hak Kyung Cha, née le 4 mars 1951 à Pusan, en Corée du Sud et morte le 5 novembre 1982 à New York, aux États-Unis, est une écrivaine et une artiste américaine, connue pour son roman Dictee (en) publié en 1982.

## Biographie

### Jeunesse et formation
Theresa Hak Kyung Cha, américaine d’origine coréenne, est née à Pusan pendant la Guerre de Corée. Sa famille emménage aux États-Unis en 1962 et s'installe en Californie.  
Après ses études secondaires à la Convent of the Sacred Heart High School (California) (en), elle commence son parcours universitaire, ainsi elle obtient un Bachelor of Arts (licence) et Master of Arts (mastère) en littérature comparée et un Master of Fine Arts (mastère en beaux arts) de l'Université de Californie à Berkeley,.  
Pendant ses études, elle travaille au Berkeley Art Museum and Pacific Film Archive  durant trois ans, en tant qu’hôtesse d'accueil, dans ce cadre, elle a eu l'occasion de visionner de nombreux films classiques et expérimentaux et d'entendre des conférences de cinéastes tels que Jean-Luc Goddard, Chris Marker, etc.

### Carrière
Après avoir quitté l'université, elle déménage à Paris, où elle étudie le cinéma et la théorie critique au Centre d’études américain du cinéma,.
Au cours de son séjour en Europe, elle rencontre de nombreux conservateurs, artistes et écrivains, notamment Christian Metz, Raymond Bellour, Thierry Kuntzel, Monique Wittig, Hreinn Frithfinsson et Ulisses Carrion, avant de revenir à San Francisco comme réalisatrice et artiste performeuse. 
Son expérience pluridisciplinaire est évidente dans son ouvrage Dictee, une expérience de juxtaposition de différents niveaux sémantiques. Dictee est enseigné comme cas d’étude dans certains cours de littérature contemporaine.

### Une fin tragique
Theresa Hak Kyung Cha est violée et tuée par Joey Sanza, un vigile violeur en série, à New York, une semaine après la publication de Dictee, en 1982,. Joey Sanza est reconnu coupable après trois procès, au bout de cinq ans. Avant sa mort, Theresa Hak Kyung Cha était en train de réaliser une œuvre pour une exposition de groupe à l'Artists Space dans le quartier de SoHo. L’exposition d'Artists Space est devenue plus tard un mémorial dédié à l'artiste.

### Archives
Les archives de Theresa Hak Kyung Cha sont déposées et consultables auprès de l'université de Californie à Berkeley.

## Œuvres

### Littérature
- Apparatus, Cinematographic Apparatus: Selected Writings, édité sous sa direction aux Tanam Press, 1981
- Dictee, éd. University of California Press , 1982[14],[15],[16],[17],[18]
- The Dream of the Audience, co-écrit avec Constance Lewallen, éd. University of California Press, 2001[19]
- Exilée and Temps Morts: Selected Works, éd. University of California Press, 2009

### Audio-visuel
Œuvres choisies distribuées par Electronic Arts Intermix, Inc., New York :
- Secret Spill (1974) 27 min, noir et blanc, son
- Mouth to Mouth (1975) 8 min, noir et blanc, son
- Permutations (1976) 10 min, noir et blanc, son
- Vidéoème (1976) 3 min, noir et blanc, son
- Re Dis Appearing (1977) 3 min, noir et blanc, son

### Performances
- Barren Cave Mute (1974), à l’Université de Californie, Berkeley.
- Aveugle Voix (1975), à 63 Bluxome Street, San Francisco.
- A Ble Wail (1975), à Worth Ryder Gallery, à l’Université de Californie, Berkeley.
- Life Mixing (1975), à University Art Museum, Berkeley.
- From Vampyr (1976), au Centre des études américaines du cinéma, Paris, d’après le film Vampyr
- Réveill dans la Brume (1977), à La Mamelle Arts Center and Fort Mason Arts Center, San Francisco.
- Monologue (1977), KPFA Radio Station, Berkeley.
- Other Things Seen. Other Things Heard (1978), à la Western Front Gallery, Vancouver, et au San Francisco Museum of Modern Art.
- Pause Still (1979), 80 Langton Street, San Francisco.

## Expositions personnelles
- Penser Theresa Hak Kyung Cha, Bétonsalon, Paris, 2013[3].
- A Portrait in Fragments, Kensington and Chelsea College, Londres, 2013
- Theresa Hak Kyung Cha | Immatériel, du 5 mars au 4 avril 2015, au centre Phi, Montréal[21],[22].